# Johannesaltar
Der Johannesaltar, auch als Johannestafel oder Johannesretabel bezeichnet, ist ein kleines Triptychon des niederländischen Malers Rogier van der Weyden. Das Triptychon ist etwa 1455 entstanden. Das Bild befindet sich in der Gemäldegalerie in Berlin. Eine verkleinerte Kopie aus der Hand eines unbekannten niederländischen Meisters befindet sich im Städel in Frankfurt am Main.

## Entstehung
Das Triptychon ähnelt in seiner Ausführung dem etwa zehn Jahre zuvor entstandenen Miraflores-Altar und nimmt wahrscheinlich auf diesen Bezug. Beide Werke schuf Rogier für einen spanischen Auftraggeber. Den Miraflores-Altar für König Johann II. von Kastilien. Der Auftraggeber für den Johannesaltar, muss den Miraflores-Altar gekannt haben.  Beide Werke unterscheiden sich von anderen Triptychen Rogiers dadurch, dass die einzelnen Tafeln gleich groß sind. Die relativ geringe Größe der Tafeln spricht gegen einen Gebrauch als Altarretabel. Da die Rückseiten fein gearbeitet sind, geht der Kunsthistoriker Felix Thürlemann davon aus, dass die Tafeln schon ursprünglich mit Scharnieren verbunden waren, damit man das Triptychon zusammenfalten und in einem Etui transportieren konnte.

## Beschreibung

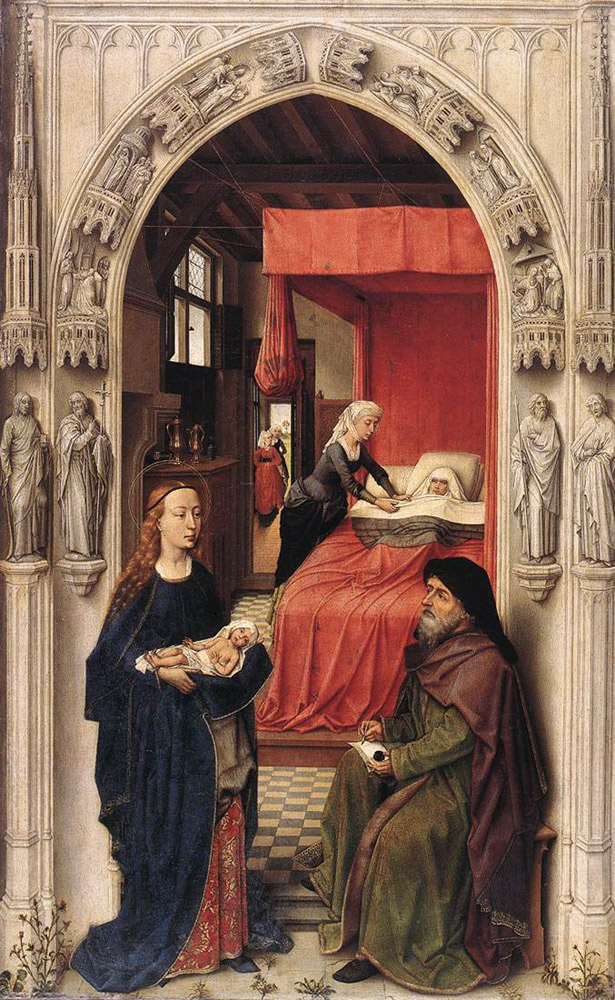
Die linke Tafel, Geburt von Johannes

Die einzelnen Tafeln sind je 79 × 49 cm groß. Die Bilder sind in einer Mischtechnik auf Eichenholz gemalt.
Das Triptychon zählt zu den sogenannten „Portal-Altären“ Rogiers. Jeweils drei biblische Episoden werden von spätmittelalterlichen, in Grisaille gemalten Kirchenportalen eingerahmt. In deren Archivolten sind steinerne Figuren zu sehen, die in inhaltlichem Zusammenhang mit der dargestellten Szene stehen, beziehungsweise die Szenen interpretieren. Im Gegensatz zum Miraflores-Altar stehen beim Johannesaltar die Bogenöffnungen etwas im Hintergrund, so dass eine Art klassisches Proszenium entsteht, auf dem sich die Figuren frei bewegen können.

### Bildthema
Das Triptychon schildert drei wichtige Stationen aus dem Leben  Johannes des Täufers: Seine Geburt, die Taufe Jesu im Jordan und schließlich seine durch Salome, die Tochter der Herodias, veranlasste Enthauptung durch einen Henkersknecht. Dabei ist die „Lektürerichtung“ von links nach rechts der Lebensbogen der Hauptfigur. Dabei gibt es zwei Realitätsebenen, den Portalrahmen aus simuliertem Stein und die realistisch gehaltene Szene aus dem Leben des Heiligen.

#### Die Geburt des Täufers
Auf der linken Tafel ist der Moment festgehalten, wo Zacharias, der Vater von Johannes, den Namen seines Sohnes aufschreibt. Johannes wird dabei von Maria gehalten. Im Hintergrund sieht man seine Mutter Elisabeth im Wochenbett. Auf dieser und auf der rechten Tafel besteht der Hintergrund aus einer Enfilade von Räumen.

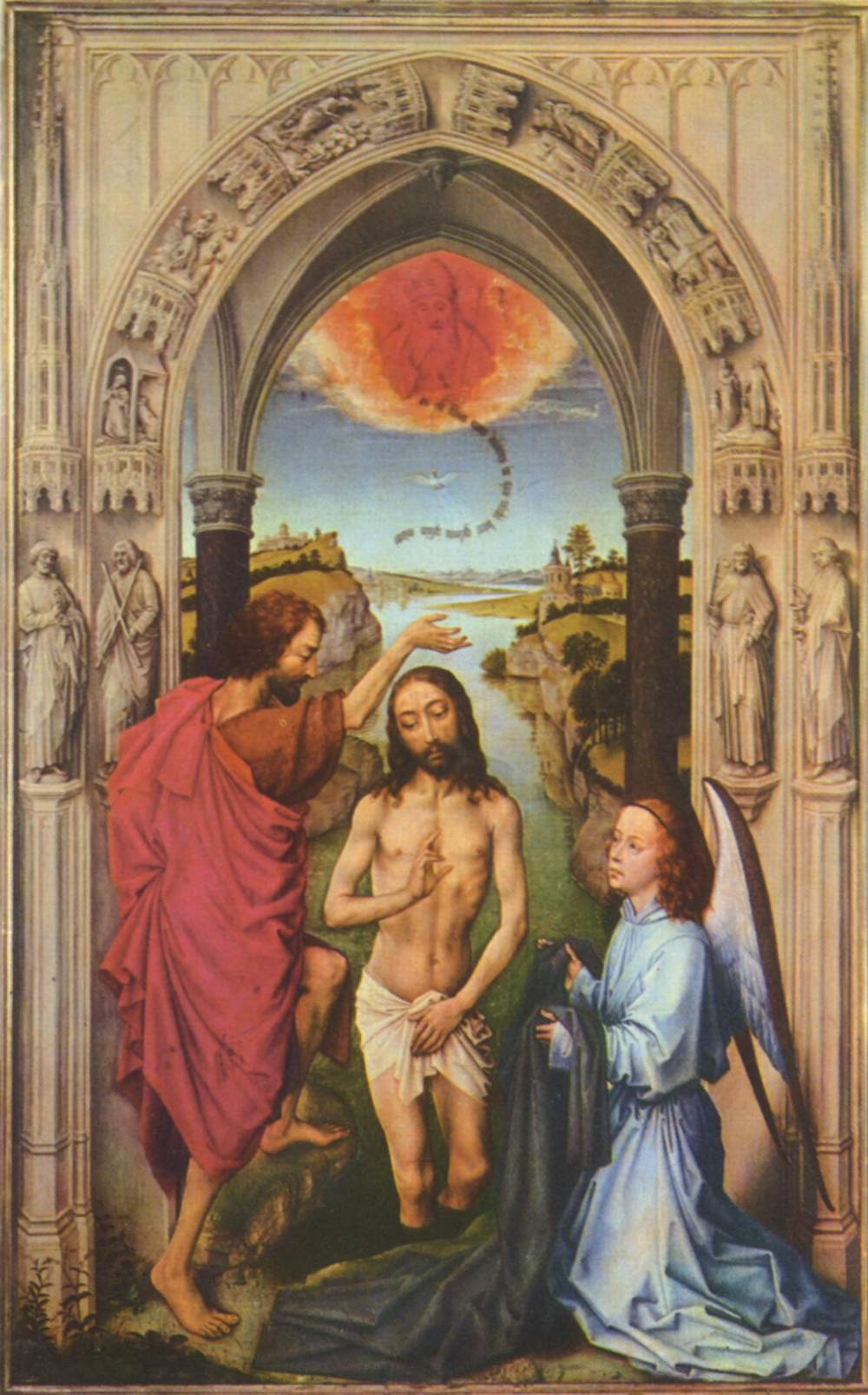
Mitteltafel mit der Taufe Jesus

#### Die Taufe Jesu
Die mittlere Tafel stellt die Szene dar, in der Johannes die Taufe Jesu am Fluss Jordan vornimmt. Ein kniender Engel hält dabei die Kleidung Jesu. Der blaue Himmel ist über der Taufszene aufgerissen, und Gottvater erscheint in einer feurigen Gloriole. Auf einem Spruchband sind die Worte „Dies ist mein geliebter Sohn, an dem ich Gefallen gefunden habe; auf ihn sollt ihr hören“ (Matthäus 17,5) in lateinischer Sprache zu lesen. Über dem Haupt Jesu schwebt die Taube des Heiligen Geistes. Christus besetzt die Mittelachse und bildet mit der Figur Gottes in der Wolke und der Taube des Heiligen Geistes eine Darstellung der Dreifaltigkeit.

#### Die Enthauptung

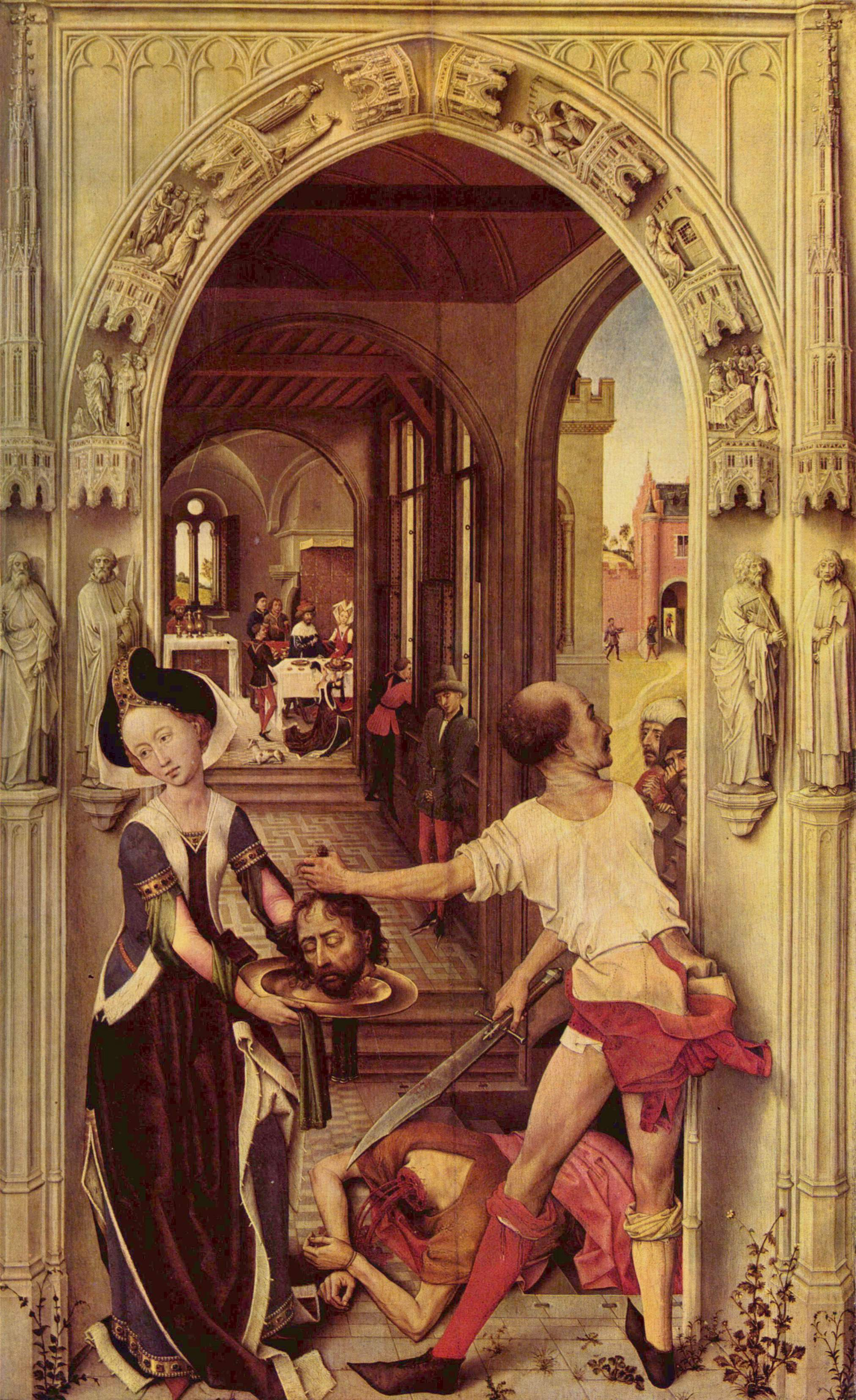
Rechte Tafel mit der Enthauptung des Johannes

Auf der rechten Tafel sieht man wie der Henker den Kopf auf eine Schüssel legt, die von Salome gehalten wird. Während auf der linken Tafel Maria Johannes als Säugling hält, hält auf dieser Tafel Salome an der gleichen Stelle stehend den abgehackten Kopf des Täufers. Dies und auch die Weise in der die Nebenfiguren im Vordergrund auf die Hauptfigur reagieren, ist gegenteilig dargestellt. Auf der linken Tafel schauen beide Johannes an, auf der rechten Tafel wenden sich beide von ihm ab. Im Hintergrund ist der weitere Verlauf der Geschichte zu erkennen. Salome legt den Kopf ihrer Mutter Herodias vor, die ihn mit einem Messer in seine Wange sticht. Die nackten Oberschenkel und die Farben seiner Hose sind ein Symbol für die Unehrenhaftigkeit des Henkers. Die Szene wird von den Jüngern des Täufers und von den Höflingen im Gang beobachtet. Dem Betrachter ist freigestellt, ob er sich mit den trauernden Jüngern oder den gelangweilten Höflingen identifiziert.